# George Douglas-Pennant
George Sholto Gordon Douglas-Pennant (ur. 30 września 1836, zm. 10 marca 1907) – brytyjski polityk i przedsiębiorca, wpływowy przedstawiciej walijskiego przemysłu wydobywczego, najstarszy syn Edwarda Douglas-Pennanta, 1. barona Penrhyn i Juliany Isabelli Mary Pennant, córki George’a Haya Dawkinsa Pennanta.
Z ramienia Partii Konserwatywnej zasiadał w Izbie Gmin w latach 1866–1868 i 1874–1880 z okręgu Caernarvonshire. Po śmierci ojca w 1886 r. odziedziczył tytuł baron Penhryn wraz z rozległymi posiadłościami ziemskimi w Walii oraz właścicielem kopalni łupków Penrhyn Quarry, jednej z dwóch największych kopalni tego typu na świecie.
Podczas gdy właścicielem kopalni był 1. baron, była ona zarządzana przez wybieralny komitet spółki Pennant-Lloyd, co nie podobało się synowi właściciela, który często popadał w konflikty z komitetem. Dlatego po odziedziczeniu kopalni, nowy lord Penrhyn rozwiązał komitet i przy pomocy sprowadzonego z Londynu managera, E.A. Younga, przystąpił do zmian w zarządzaniu kopalnią. Nowi ludzie i nowe metody przynosiły kopalni zysk w wysokości ok. 150 000 funtów rocznie, ale były solą w oku działaczy związków zawodowych. W 1897 r., kiedy w Wielkiej Brytanii rozgorzała dyskusja nad kwestiami robotniczymi, porwali oni górników do strajku.
Penrhyn odmówił uznania działaczy związkowych i jakichkolwiek rozmów z nimi, ale gotów był rozpatrywać indywidualne skargi robotników. Jego nieprzejednana postawa sprawiła, że stał się wrogiem nr 1 działaczy związków zawodowych, którzy atakowali go na forum publicznym i bezskutecznie, usiłowali wymusić interwencję na rządzie Jej Królewskiej Mości. Strajk trwał do 1903 r., kiedy to Penrhyn, wobec braku dochodów z kopalni, zdecydował się dojść do porozumienia ze związkowcami. Mimo że Young w imieniu lorda zapowiedział, że wobec strajkujących nie będą wyciągane konsekwecje, tylko niewielu z nich wróciło do pracy w kopalni. Lord Penrhyn zmarł parę lat po zakończeniu strajku w roku 1907.
23 sierpnia 1860 r. poślubił Pamelę Blanche Rushout (16 marca 1839 - 5 lutego 1869), córkę sir Charlesa Rushouta, 2. baroneta i Cecilii Olivii Foley, córki Thomasa Foleya, 3. barona Foley. George i Pamela mieli razem syna i sześć córek:
- Kathleen Douglas-Pennant (1861 - 29 grudnia 1953), żona Evelyna Boscawena, 7. wicehrabiego Falmouth, miała dzieci
- Alice Douglas-Pennant (1862 - 16 marca 1939)
- Pamela Georgina Douglas-Pennant (1863 - 20 lipca 1949), żona pułkownika Henry’ego Scotta, miała dzieci
- Edward Sholto Douglas-Pennant (10 czerwca 1864 - 27 sierpnia 1927), 3. baron Penrhyn
- Hilda Douglas-Pennant (1866 - 11 lutego 1959)
- Ida Douglas-Pennant (1867 - 13 lipca 1942), żona generała-majora Arthura Sandbacha, miała dzieci
- Violet Blanche Douglas-Pennant (1869 - 12 października 1945)

21 października 1875 r. poślubił Gertrudę Jessy Glynne (zm. 20 lutego 1940), córkę Henry’ego Glynne’a i Lavinii Lytteton, córki Williama Lyttelton, 3. barona Lyttelton. George i Gertruda mieli razem dwóch synów i sześć córek:
- George Henry Douglas-Pennant (26 sierpnia 1876 - 11 marca 1915), zginął podczas I wojny światowej, nie miał dzieci
- Charles Douglas-Pennant (7 października 1877 - 29 października 1914), zginął podczas I wojny światowej, nie miał dzieci
- Gwynnedd Douglas-Pennant (1879 - 14 października 1960), żona sir Williama Quiltera, 2. baroneta, miała dzieci
- Lilian Douglas-Pennant (1881 - ?)
- Winifried Douglas-Pennant (1882 - ?)
- Margaret Douglas-Pennant (1886 - ?), żona generała Augustusa Thorne’a, miała dzieci
- Nesta Douglas-Pennant (1888 - ?), żona pułkownika Edwarda Warnera, 2. baroneta, miała dzieci
- Elin Douglas-Pennant (1889 - ?), majora Thomasa Cochrane’a, 2. barona Cochrane of Cults